# Satsbredd
Satsbredd eller spaltbredd avser bredden hos en satsyta, i vilken ett visst maximalt antal tecken eller en viss maximal radlängd ryms. Om radlängden överstiger satsbredden införs i moderna ordbehandlingsprogram och desktop publishing-program avstavning (om denna funktion är aktiverad) eller automatiskt radslut, så att texraden blir mindre och därmed ryms inom satsytan.
Forskning har visat att den optimala spaltbredden är cirka 55-65 skrivtecken. Detta eftersom ögat inte kan fokusera när det rör på sig, och att det i en text rör sig efter ett speciellt mönster.
Ibland används orden satsbredd (spaltbredd) och radlängd som synonymer, men detta stämmer endast i de fall där texten är marginaljusterad (det vill säga anpassad så att hela satsbredden fylls ut av en texrad).
Satsyta är i typografiska sammanhang den del av en sida som upptas av text och/eller bilder, det vill säga det renskurna formatet exklusive marginaler, men inklusive eventuellt spaltmellanrum. Pagina (sidnummer) och kolumntitlar räknas normalt inte in i satsytan.